# Academia de ciencia ficción, fantasía y películas de terror
Academia de Ciencia Ficción, Fantasía y Películas de terror (Academy of Science Fiction, Fantasy and Horror Films en inglés)  es el nombre de una organización profesional estadounidense dedicada principalmente a los géneros del cine; ciencia ficción, terror y fantasía, en diversas producciones. La Academia con sede en Los Ángeles, California, fue fundada por el Dr. Donald A. Reed. Esta academia distribuye los premios Saturn, los cuales abarcan películas de géneros nombrados anteriormente.